# Saint-Romain-en-Jarez
Pour les articles homonymes, voir Saint-Romain.
 (février 2017).
Saint-Romain-en-Jarez est une commune française située dans la région Auvergne-Rhône-Alpes. Elle fait partie du département de la Loire, de l'arrondissement de Saint-Étienne, et du canton de Sorbiers. Les communes limitrophes sont Chagnon, Valfleury, Saint-Christo-en-Jarez, Marcenod, Sainte-Catherine, Saint-Martin-la-Plaine, Genilac.

## Géographie
La superficie de la commune est de 16,96 km2 ; son altitude varie de 360  à   920 mètres.
Saint-Romain-en-Jarez est située à 23 km de Saint-Étienne.
Le climat y est de type continental avec des influences montagnardes, les hivers y sont rigoureux avec d’importantes chutes de neige et les été chauds et orageux.

### Climat
Pour des articles plus généraux, voir Climat d'Auvergne-Rhône-Alpes et Climat de la Loire.
En 2010, le climat de la commune est de type climat océanique dégradé des plaines du Centre et du Nord, selon une étude du Centre national de la recherche scientifique s'appuyant sur une série de données couvrant la période 1971-2000. En 2020, Météo-France publie une typologie des climats de la France métropolitaine dans laquelle la commune est exposée à un climat de montagne ou de marges de montagne et est dans la région climatique Nord-est du Massif Central, caractérisée par une pluviométrie annuelle de 800 à 1 200 mm, bien répartie dans l’année.
Pour la période 1971-2000, la température annuelle moyenne est de 10,8 °C, avec une amplitude thermique annuelle de 17 °C. Le cumul annuel moyen de précipitations est de 890 mm, avec 9,2 jours de précipitations en janvier et 6,2 jours en juillet. Pour la période 1991-2020, la température moyenne annuelle observée sur la station météorologique de Météo-France la plus proche, « Grammond_sapc », sur la commune de Grammond à 7 km à vol d'oiseau, est de 10,2 °C et le cumul annuel moyen de précipitations est de 832,1 mm,. Pour l'avenir, les paramètres climatiques de la commune estimés pour 2050 selon différents scénarios d'émission de gaz à effet de serre sont consultables sur un site dédié publié par Météo-France en novembre 2022.

## Urbanisme

### Typologie
Au 1er janvier 2024, Saint-Romain-en-Jarez est catégorisée commune rurale à habitat dispersé, selon la nouvelle grille communale de densité à sept niveaux définie par l'Insee en 2022.
Elle est située hors unité urbaine et hors attraction des villes,.

### Occupation des sols
L'occupation des sols de la commune, telle qu'elle ressort de la base de données européenne d’occupation biophysique des sols Corine Land Cover (CLC), est marquée par l'importance des territoires agricoles (73,6 % en 2018), une proportion sensiblement équivalente à celle de 1990 (74 %). La répartition détaillée en 2018 est la suivante : 
zones agricoles hétérogènes (37,5 %), prairies (24,9 %), forêts (23,4 %), cultures permanentes (11,2 %), zones urbanisées (3,1 %). L'évolution de l’occupation des sols de la commune et de ses infrastructures peut être observée sur les différentes représentations cartographiques du territoire : la carte de Cassini (XVIIIe siècle), la carte d'état-major (1820-1866) et les cartes ou photos aériennes de l'IGN pour la période actuelle (1950 à aujourd'hui).

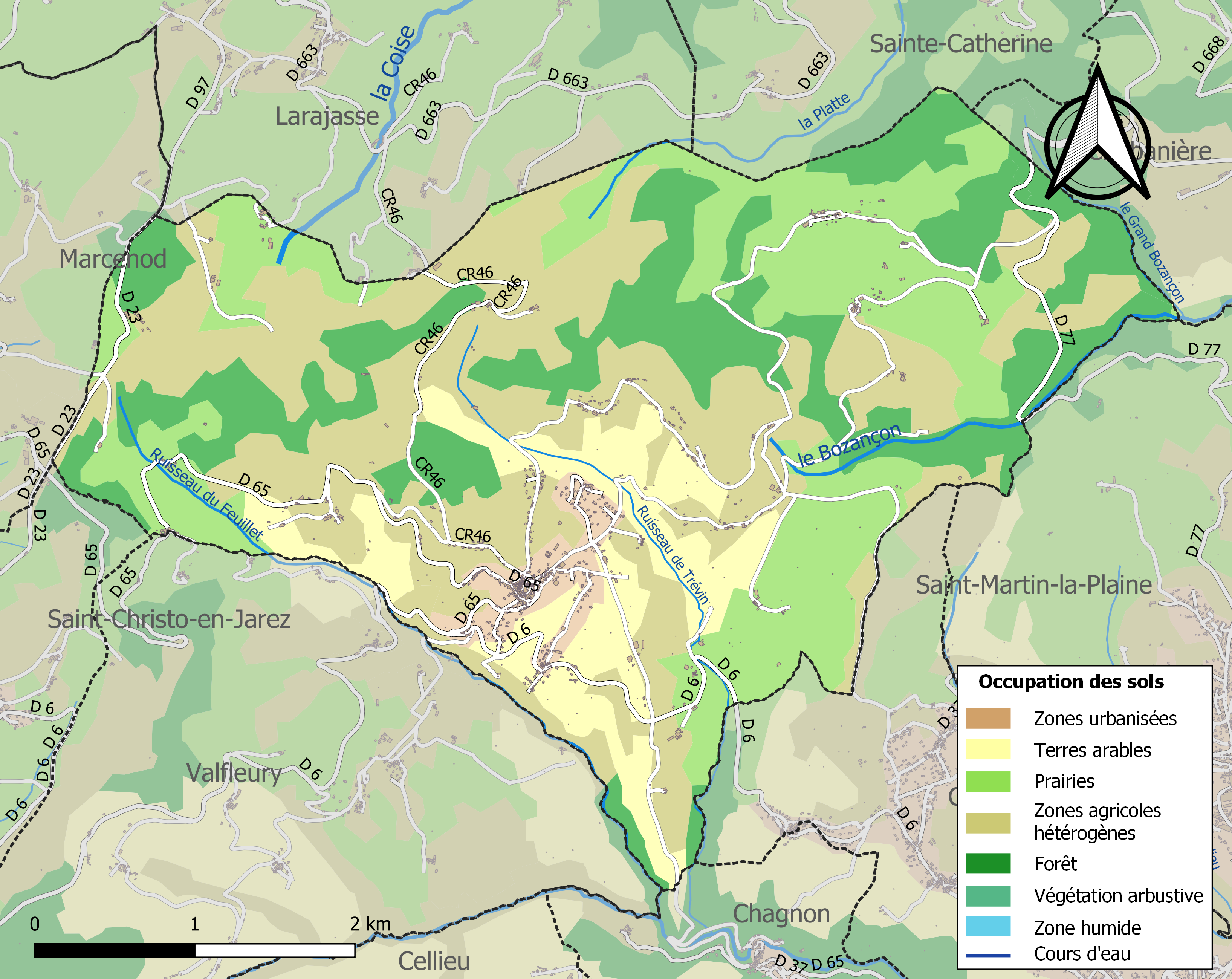
Carte des infrastructures et de l'occupation des sols de la commune en 2018 (CLC).

## Étymologie
Avant la Révolution française, Saint-Romain-en-Jarez était une paroisse très étendue qui recouvrait un territoire correspondant aux communes actuelles de Cellieu, Chagnon, Saint-Christo-en-Jarez, Sorbiers, Fontanès (Loire).
Elle s'est placée sous la protection de saint Romain, nom porté par plusieurs martyrs et saints de l'Église (institution), et assez répandu dans la région lyonnaise. La commune prit le nom de Romain-les-Vergers en l'an II (1793), pendant la Révolution française, avant de s'appeler Saint Romain en Jarret en 1801 puis Saint-Romain-en-Jarez en 1914.

## Histoire

### Moyen Âge
Ce sont les moines bénédictins partis du monastère de La Chaise-Dieu qui les premiers vinrent dans le pays pour le défricher et y fonder un prieuré. (Vers 1050). Le prieuré dépendait de l'abbaye de Île Barbe près de Lyon ; cette affiliation est confirmée par une bulle (diplomatique) du pape Eugène III le 26 février 1153, puis d'Innocent IV le 17 novembre 1250.
Le prieuré, protégé des regards extérieurs par une muraille occupait le centre du village.
Il était constitué d'une église dont le clocher faisait office de tour de guet, et d'un logement pour les religieux. Comme il devait gérer un temporel constitué de censives, il était bordé par des bâtiments d'exploitation, écurie, cellier, pressoir, four, halle aux grains... pour l'usage desquels les habitants devaient acquitter les banalité (droit seigneurial).

### Photographies anciennes

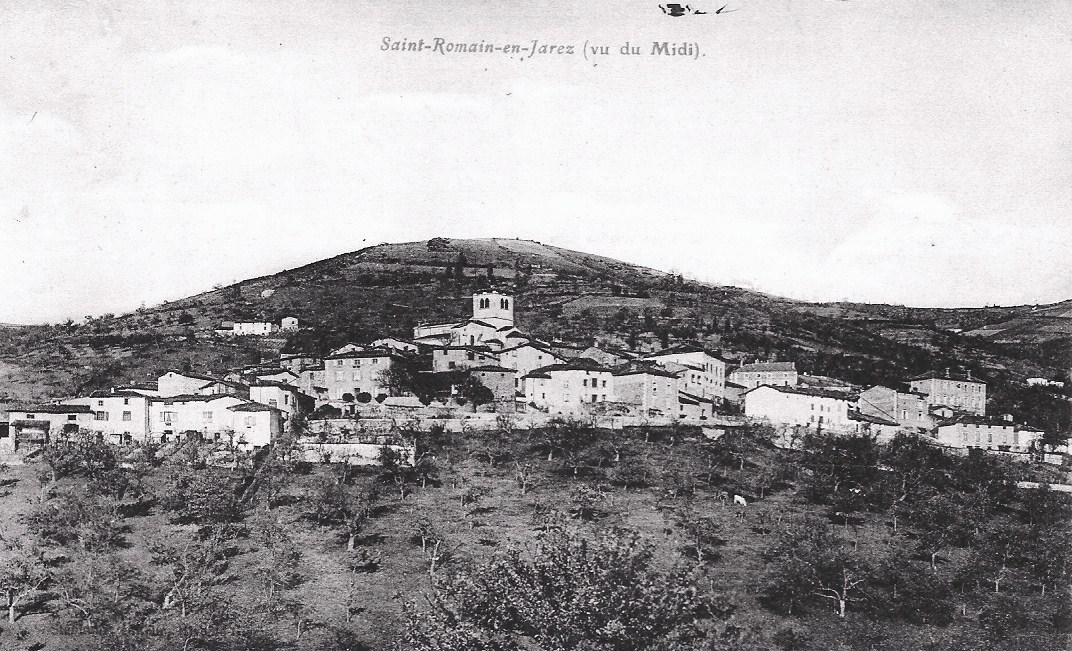
Saint-Romain-en-Jarez au début du XXe siècle.

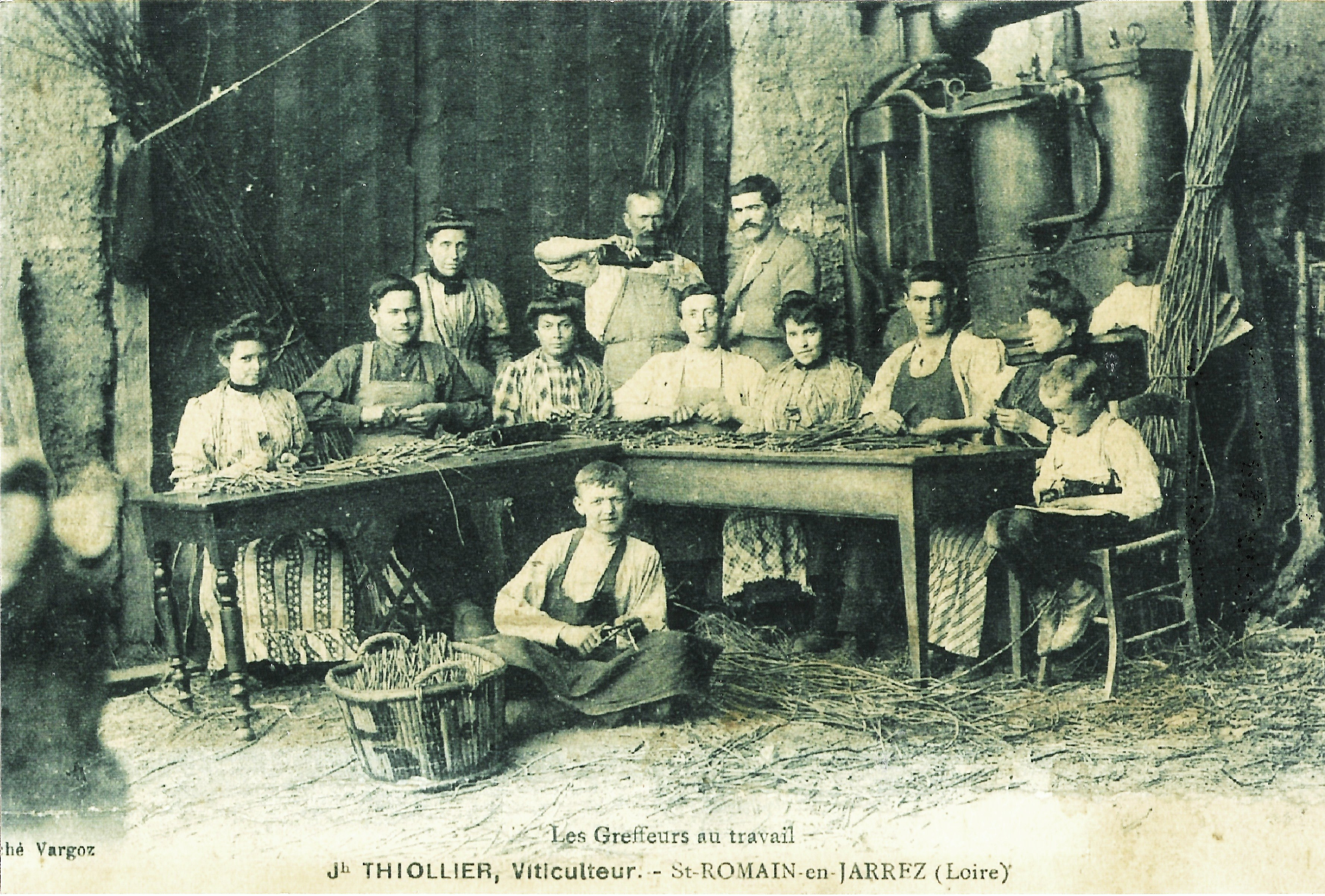
Greffeurs de ceps de vigne au début du XXe siècle.

### 2 octobre 2003, explosion à Saint-Romain-en-Jarez
Un incendie se déclare à Saint-Romain-en-Jarez, dans un hangar agricole contenant de gros ballots de paille (démarrage de l'incendie), une chambre froide pour la conservation des fruits, des cagettes en plastique de fruits, vides et quatre tonnes d'ammonitrate conditionné en big-bags (sacs de 500 kg).
L'incendie se propage de la paille aux parois de la chambre froide, puis aux cagettes en plastique, qui brûlent et fondent, faisant ainsi un mélange détonant avec le nitrate agricole. Il s'est écoulé environ 1 heure 15 minutes entre l'appel aux pompiers pour éteindre le feu de paille et l'explosion du nitrate. Dix-huit personnes ont été blessées, principalement des pompiers, dont deux grièvement.

## Politique et administration

### Situation administrative
Saint-Romain-en-Jarez est l'une des 10 communes du canton de Rive-de-Gier qui totalisait 26 521 habitants en 1999. Le canton fait partie de la troisième circonscription de la Loire et de l'arrondissement de Saint-Étienne.
Saint-Romain-en-Jarez fait partie de la juridiction d’instance de Rive-de-Gier et de grande instance ainsi que de commerce de Saint-Étienne.

### Intercommunalité
- La commune de Saint-Romain-en-Jarez adhère à Saint-Étienne Métropole qui est un établissement public de coopération intercommunale (EPCI). Son organisation se rapproche de celle d'une commune. Chaque collectivité adhérente dispose d'un nombre de sièges proportionnel au nombre des habitants. Ses compétences concernent le développement économique, l'aménagement du territoire, l'enseignement et l'éducation, les équipements sportifs et culturels, l'environnement et le cadre de vie, les transports.
- Le Syndicat intercommunal du pays du Gier[16] est l'héritier de la « Conférence intercommunale » organisée par les communes de la Vallée du Gier au cours des années 1980. De 13 adhérents en 1986, la « Conférence » se transforme en syndicat intercommunal regroupant 23 communes en 1995. Ses missions concernent la promotion du territoire, la vie sociale et culturelle, l'agriculture, le tourisme, l'environnement…

## Population et société

### Démographie
L'évolution du nombre d'habitants est connue à travers les recensements de la population effectués dans la commune depuis 1793. Pour les communes de moins de 10 000 habitants, une enquête de recensement portant sur toute la population est réalisée tous les cinq ans, les populations de référence des années intermédiaires étant quant à elles estimées par interpolation ou extrapolation. Pour la commune, le premier recensement exhaustif entrant dans le cadre du nouveau dispositif a été réalisé en 2005.

En 2022, la commune comptait 1 209 habitants, en évolution de −1,87 % par rapport à 2016 (Loire : +1,32 %, France hors Mayotte : +2,11 %).
| 1793  | 1800  | 1806  | 1821  | 1831  | 1836  | 1841  | 1846  | 1851  |
| ----- | ----- | ----- | ----- | ----- | ----- | ----- | ----- | ----- |
| 1 112 | 1 116 | 1 173 | 1 181 | 1 206 | 1 160 | 1 169 | 1 214 | 1 217 |

| 1856  | 1861  | 1866  | 1872  | 1876  | 1881  | 1886  | 1891  | 1896 |
| ----- | ----- | ----- | ----- | ----- | ----- | ----- | ----- | ---- |
| 1 206 | 1 141 | 1 105 | 1 047 | 1 044 | 1 023 | 1 062 | 1 018 | 990  |

| 1901  | 1906 | 1911 | 1921 | 1926 | 1931 | 1936 | 1946 | 1954 |
| ----- | ---- | ---- | ---- | ---- | ---- | ---- | ---- | ---- |
| 1 008 | 963  | 885  | 817  | 807  | 838  | 820  | 781  | 805  |

| 1962 | 1968 | 1975 | 1982 | 1990 | 1999 | 2005  | 2006  | 2010  |
| ---- | ---- | ---- | ---- | ---- | ---- | ----- | ----- | ----- |
| 783  | 739  | 705  | 767  | 813  | 926  | 1 080 | 1 085 | 1 168 |

| 2015  | 2020  | 2022  | - | - | - | - | - | - |
| ----- | ----- | ----- | - | - | - | - | - | - |
| 1 222 | 1 214 | 1 209 | - | - | - | - | - | - |

### Sport
En 1955 est créé le club de basket-ball de la Jeanne d'arc Saint Romain en Jarez. L'équipe une évolue actuellement en DM3 dans la salle municipale Henri Poncet[réf. nécessaire].

## Culture locale et patrimoine

### Lieux et monuments

#### La chapelle du Pinay
La première chapelle de petites dimensions avait été construite à la suite de la peste de 1522, sur une colline face au village.
L'édifice actuel a été construit sur le même emplacement, en 1859, dans le style néogothique très en vogue à l'époque.

#### L'église Saint-Romainde Saint-Romain-en-Jarez
Elle est située sur l'emplacement de l'église (édifice) romane du prieuré, tombée en ruines au début du XIXe siècle.

#### Le château de Senevas
Adossé sur les pentes de la montagne du Châtelard, c'est une ancienne maison forte qui dépendait de la baronnie de Riverie. Il a appartenu à plusieurs familles avant d'être démantelé pendant la Révolution française.

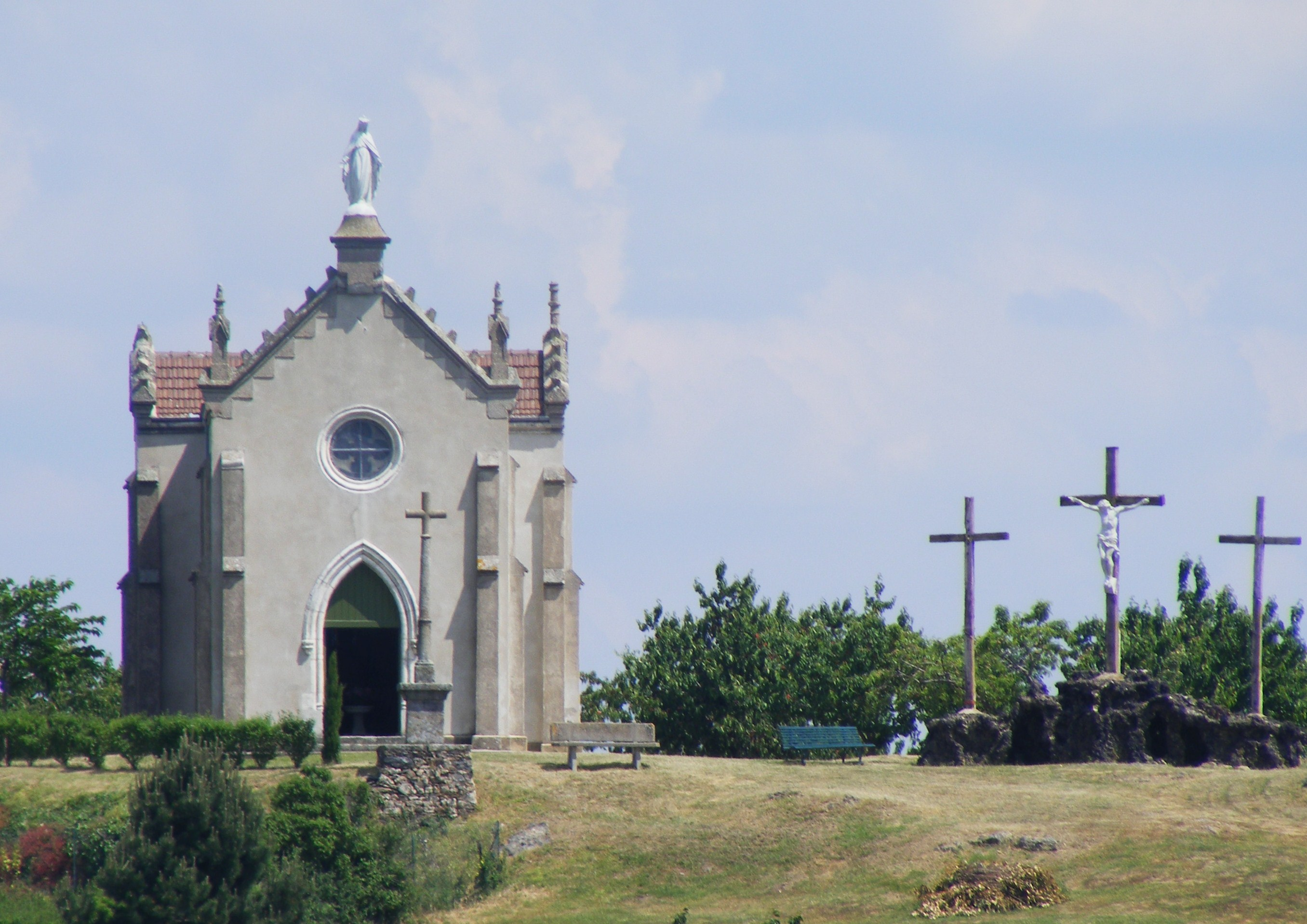
La chapelle du Pinay vue depuis le bourg.
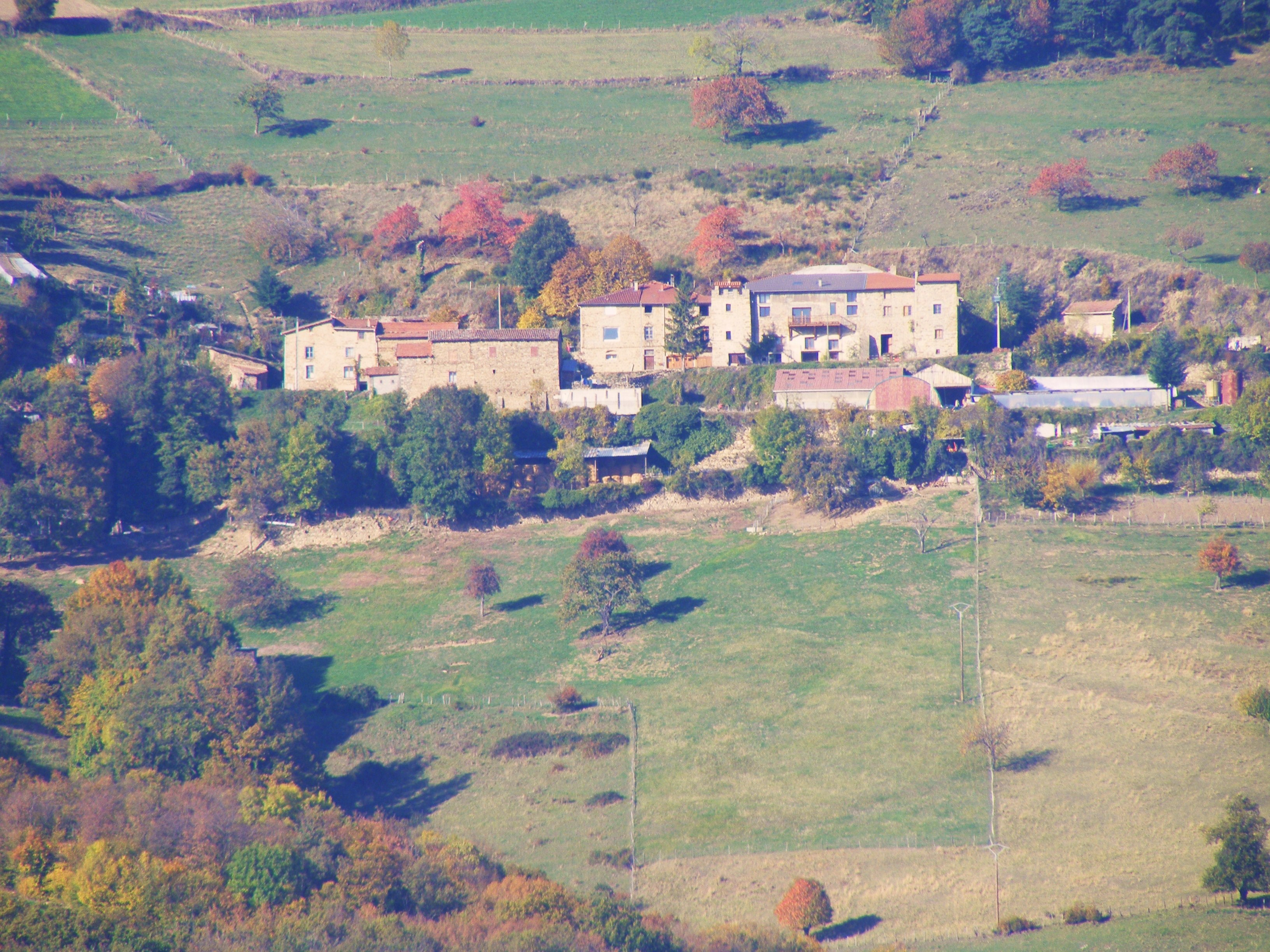
La maison-forte de Senevas dans son état actuel.

### Personnalités liées à la commune

#### François Chorel
- Né à Saint-Romain vers 1640, émigré en Amérique, marchand et trafiquant de fourrures il se fit attribuer des terres dans l'ancien comté de Champlain au Québec[22].

#### Melchior Arod, marquis de Saint-Romain (1611-1694)
Son père, Antoine Arod avait acheté la seigneurie de Senevas au seigneur de Riverie en 1625. Filleul de Melchior Mitte de Chevrières, seigneur de Saint-Chamond, il lui servit de secrétaire lorsque Richelieu l'envoya en Allemagne pendant la Guerre de Trente Ans. À partir de 1641, Melchior Arod a en qualité de Résident, représenté la France auprès de la Suède avant d'accomplir plusieurs missions en Allemagne ; ses succès lui valurent d'être nommé ambassadeur extraordinaire chargé de négociations plus difficiles.
Après la signature des Traités de Westphalie en 1648, il prit le parti de la Fronde ce qui lui valut plusieurs années d'exil dans son château de Senevas où il résida jusqu'en 1664. Profitant des rentes procurées par la commende de plusieurs abbayes, il aménagea et embellit la forteresse de Senevas. Entre 1664 et 1669 il fut envoyé au auprès du roi Alphonse VI de Portugal. À son retour Louis XIV, lui décerna le titre d'ambassadeur et le chargea de missions importantes entre 1671 et 1685 : au Portugal, en Suisse, à Francfort en 1682, puis encore deux ans au Portugal avant de terminer sa carrière comme conseiller d'État.

### Héraldique
| Blason de Saint-Romain-en-Jarez | Blason  | D'or au pommier de sinople fruité de gueules ; à la bordure de même. |
| Blason de Saint-Romain-en-Jarez | Détails | Le statut officiel du blason reste à déterminer.                     |

## Pour approfondir